# Jaworzno
Jaworzno [jaˈvɔʐnɔ] là một thành phố ở phía nam Ba Lan, gần Katowice. Vùng đô thị Thượng Silesia có dân số 2 triệu người. Tọa lạc ở cao nguyên Silesia, bên sông Przemsza (chi lưu của sông Vistula).
Thành phố này thuộc tỉnh Silesia từ khi được thành lập vào năm 1999, trước đó thuộc tỉnh Katowice. Jaworzno là một trong các thành phố thuộc vùng đô thị khu vực đô thị Katowice và thuộc vùng đô thị Silesia có dân số 5.294.000 người. Thành phố có dân số 95.520 người (năm 2008).

## Phân chi hành chính

Các phường của Jaworzno.

- Bory
- Byczyna
- Cezarówka
- Ciężkowice
- Dąbrowa Narodowa
- Długoszyn
- Dobra
- Gigant
- Góra Piasku
- Jeleń (Deer)
- Jeziorki
- Koźmin
- Niedzieliska
- Pieczyska
- Siłownia
- Podwale
- Stare Miasto
- Szczakowa
- Śródmieście
- Wilkoszyn
- Wysoki Brzeg

## Người nổi tiếng từ Jaworzno
- Paweł Sarna
- Wojciech Saługa
- Andrzej Stalmach
- Basia Trzetrzelewska
- Jan Urban
- Bogdan Wołkowski
- Shelomo Selinger

## Kết nghĩa
- Karviná
- Szigethalom